# Dekanat Krasnosielc
Dekanat Krasnosielc – jeden z 24 dekanatów w rzymskokatolickiej diecezji łomżyńskiej.

## Parafie
W skład dekanatu wchodzi 7 parafii:
- parafia Nawiedzenia Najświętszej Maryi Panny w Amelinie
- parafia św. Izydora w Drążdżewie
- parafia św. Małgorzaty w Gąsewie Poduchownym
- parafia św. Stanisława Kostki w Jaciążku
- parafia św. Jana Kantego w Krasnosielcu
- parafia św. Stanisława Biskupa i Męczennika w Płoniawach-Bramurze
- parafia św. Jana Chrzciciela w Sypniewie.

## Sąsiednie dekanaty
Chorzele, Kadzidło, Maków Mazowiecki (diec. płocka), Ostrołęka – Nawiedzenia NMP, Przasnysz (diec. płocka), Różan